# Фірлюс
Фірлюс (пол. Firlus, нім. Firlus) — село в Польщі, у гміні Папово-Біскупи Хелмінського повіту Куявсько-Поморського воєводства.
Населення — 232 особи (2011).
У 1975-1998 роках село належало до Торунського воєводства.

## Демографія
Демографічна структура станом на 31 березня 2011 року:
|          | Загалом | Допрацездатний вік | Працездатний вік | Постпрацездатний вік |
| -------- | ------- | ------------------ | ---------------- | -------------------- |
| Чоловіки | 117     | 23                 | 79               | 15                   |
| Жінки    | 115     | 21                 | 71               | 23                   |
| Разом    | 232     | 44                 | 150              | 38                   |